# Ткачёв, Лев Иванович
Лев Иванович Ткачёв (1916—1974) — специалист в области автоматики, профессор кафедры автоматики Московского энергетического института.

## Биография
Родился в 1916 году.
В 1939 году окончил Московское высшее техническое училище им. Н. Э. Баумана (ныне Московский государственный технический университет имени Н. Э. Баумана). До 1943 года работал на предприятиях оборонной промышленности. С 1943 года перешел на работу на кафедру автоматики Московского энергетического института, одновременно продолжал совмещать ее с работой в научно-исследовательском институте.
В 1944 году Лев Иванович в МВТУ им. Н. Э. Баумана защитил кандидатскую диссертацию, а в 1969 году — докторскую диссертацию, посвященную инерциальной навигации. Работая в МЭИ, Л. И. Ткачёв прошел стадии педагогической деятельности от ассистента до профессора кафедры автоматики.
Один из первых в мире он сформулировал принципы построения систем инерциальной навигации. Точные гироскопы, построенные на этих принципах, использовались для управления ракетами. Такие гироскопические системы использовались на космическом корабле «Аполлон», при полетах американских космонавтов на Луну и др.
Лев Иванович имел 18 авторских свидетельств на изобретения, являлся автором около 50 научных работ. Под его научным руководством в институте защитили кандидатские диссертации восемь аспирантов.
Скончался в 1974 году. Похоронен в Москве на участке № 5 Введенского кладбища.

## Труды
- Ткачёв Л. И. Системы инерциальной ориентировки. Учебное пособие. Ч. 1. Основные положения теории. — М.: МЭИ, 1973.